# Sebastián Ducete

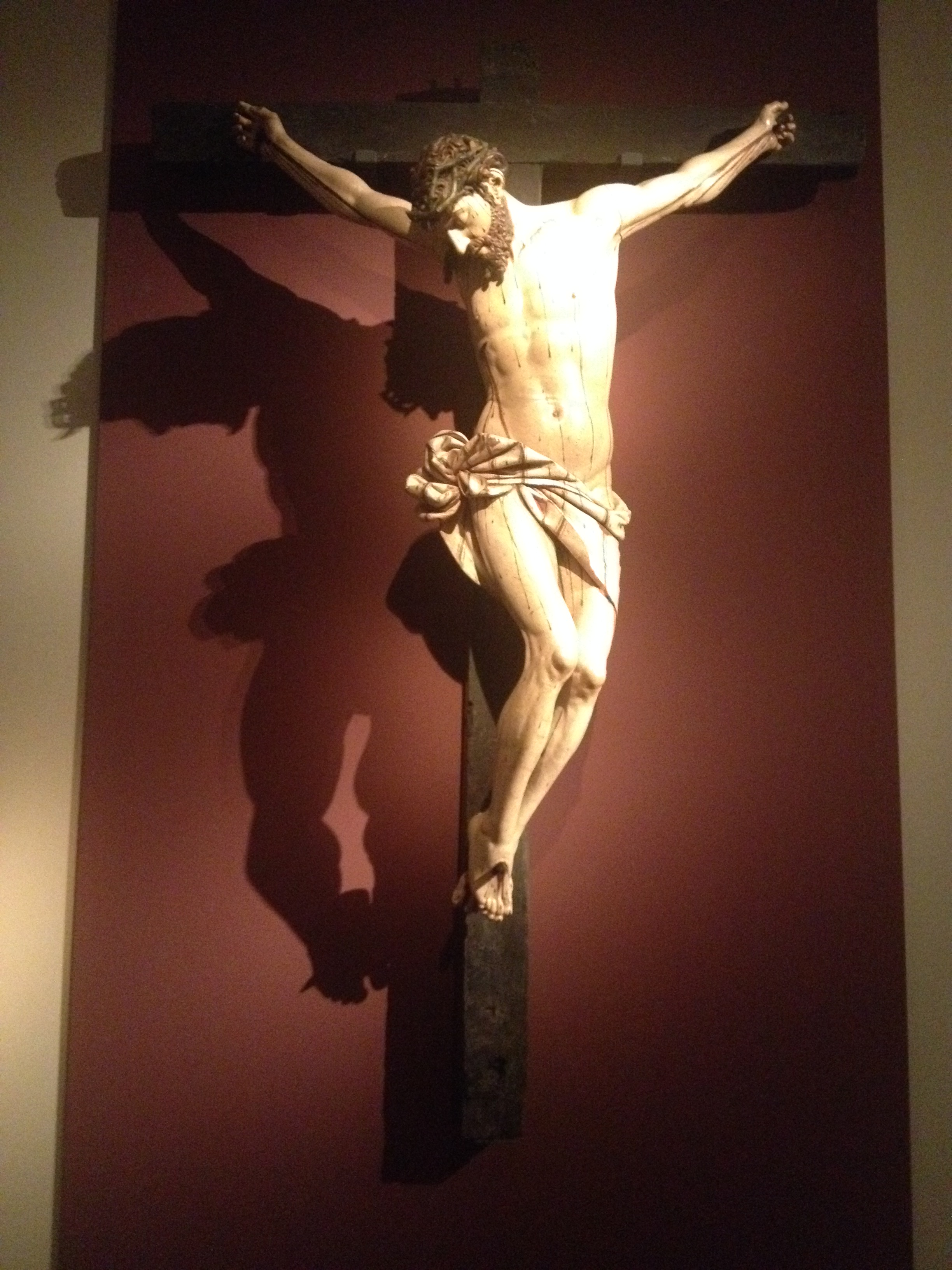
Crucificado, Museo Frederic Marès

Sebastián Ducete (1568-entre 1619 y 1621) fue un escultor español, miembro junto con Esteban de Rueda de la conocida como Escuela de Toro.
Nació de la mano del escultor Pedro Ducete Díez en Toro, Zamora en cuyo taller Sebastián recogió las primeras experiencias. A partir de 1591 se formó con el escultor palentino Juan Sanz de Torrecilla De 1595 a 1598 trabajó en un taller con su tío Juan Ducete el Joven.
Miembro de una familia de escultores su estilo inicial, muy influenciado por Juan de Juni representa una transición entre el manierismo y el barroco, superando el romanismo de su padre y abuelo. En una segunda fase y ya en estrecha colaboración con Esteban de Rueda, escultor que tras iniciarse como discípulo de Ducete terminó asociándose con su maestro, su estilo derivó hacia un mayor naturalismo.
En 1598 Esteban de Rueda introdujo en el taller de Ducete como aprendiz. Desde 1612 hasta la muerte de Ducete fue su socio. El taller de estos dos se conoce como taller de Toro. En 1611 Ducete estaba en Valladolid.

## Obras
- Crucifixión y una estatua de la Virgen (1592), San Martín, Pinilla de Toro.
- Retablo (1602), San Sepulcro, Toro.
- Esculturas del retablo, iglesia del Monasterio de Santa Sofía, Toro [es]
- Retablo con el bello relieve de la Concesión de la casulla a San Ildefonso (1607), San Pedro, Villalpando. Está influenciado por Juni. Rueda trabajó en las vestimentas que están influenciadas por Gregorio Fernández.
- Virgen de Belén (1613-1615) para la Iglesia de San Marcos de Toro.
- Paso procesional de Cristo con brazos articulados (1615; sin trazar), para una Cofradía del Santo Entierro.
- Relieve Virgen y Niño con Santa Ana como parte de un retablo posiblemente para el Convento de los Carmelitas Descalzos en Medina del Campo, Santuario Nacional de la Gran Promesa, Valladolid. El estilo de Ducete está influenciado por Juni. Contrasta con la predela de Rueda que completó el retablo.[6]
- (Atribuido) Cristo en la Cruz (principios del siglo XVII), talla de madera policromada, Museu Frederic Marès, Barcelona, MFM 1120

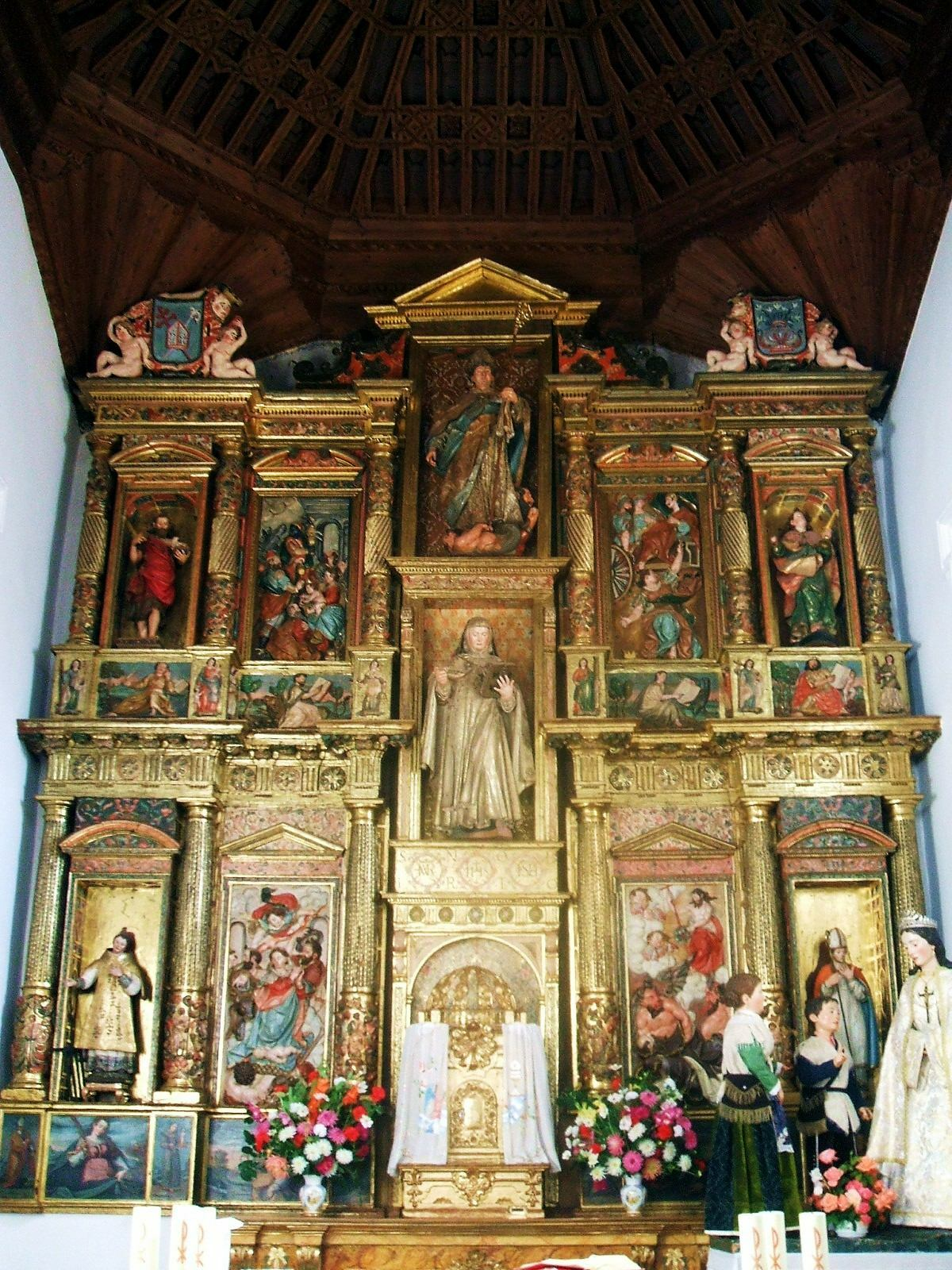
Esculturas del retablo en la Iglesia del Monasterio de Santa Sofía, Toro

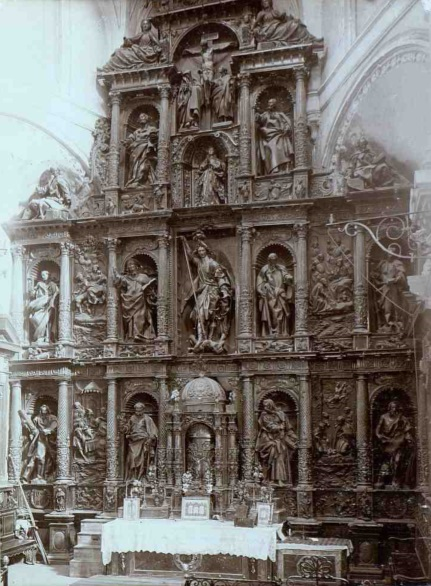
Retablo principal en la Iglesia de San Miguel Arcángel, Peñaranda de Bracamonte